# Rhina Ramírez
Rhina Ramírez (* März 1945 in Las Matas de Farfán) ist eine dominikanische Sängerin. 
Ramírez war Ende der 1960er Jahre Soloaltistin des Coro Nacional der Dominikanischen Republik. Sie profilierte sich als Interpretin der Kompositionen Manuel Sánchez Acostas und gewann seit den 1970er Jahren zahlreiche nationale und internationale Gesangswettbewerbe. Mehrfach erhielt sie den Premio El Dorado. Konzertreisen führten sie u. a. nach Venezuela, Brasilien, Kolumbien, Mexiko, Puerto Rico, Frankreich und Spanien, in die USA und mehrere Länder des Mittleren Ostens. Ihre Aufführung der Siete canciones populares españolas von Manuel de Falla mit dem Orquesta Sinfónica Nacional wurde von der Musikkritik mit Beifall aufgenommen.